# 張培莉
張 培莉（ちょう ばいり、1941年 - ）は、中華人民共和国の地質学者、ジュエリー検定専門家。張培莉は元中国国務院の温家宝総理の妻。

## 経歴
原籍は浙江省海塩県で、1941年に甘粛省皋蘭県に生まれた。蘭州大学地質地理系卒業。現職は中国ジュエリー協会副主席、中国宝玉石鑑定委員会主任、国家宝石玉品質監督検査中心主任。

## 家族
- 夫：温家宝
- 長男：温雲松
- 長女：温如春